# Jitsuroku: Rengōsekigun Asama-Sansō e no dōtei
Jitsuroku: Rengōsekigun Asama-Sansō e no dōtei (títol original en japonès: 実録・連合赤軍 あさま山荘への道程, “Història real: el viatge de l'Exèrcit Roig Unit a Asama Sansō”, també distribuïda internacionalment pel seu nom simplificat en anglès United Red Army) és una pel·lícula de 2007 escrita, dirigida i produïda per Kōji Wakamatsu. Dos dels principals intèrprets del repartiment són Akie Namiki com a Hiroko Nagata i Go Jibiki com a Tsuneo Mori, els líders del grup armat comunista japonès Exèrcit Roig Unit. Namiki va ser nominada a la millor interpretació d'una actriu als premis Asia Pacific Screen de 2008.

## Història
La pel·lícula s'explica en tres actes, començant amb un rerefons històric del moviment estudiantil japonès dels anys 1960 i principis dels 1970, principalment utilitzant un narrador i imatges d'arxiu. El segon acte segueix la formació del grup als seus camps d'entrenament a les Muntanyes Akaishi, al sud dels Alps Japonesos. Subratlla l'assetjament dogmàtic, a voltes hipòcrita, del grup per part de Mori i Nagata, amb 12 membres assassinats. El tercer acte mostra la divisió del grup després de la fugida de dos membres. L'obra continua amb el seguiment d'un grup de cinc membres a Karuizawa, a la prefectura de Nagano, i una presa d'ostatges amb enfrontament policial conegut com a incident Asama-Sansō.

## Producció
Per fer la pel·lícula, Wakamatsu va hipotecar la seva casa (que va destruir al mateix film) i la va distribuir ell personalment. Els actors havien d'arribar al plató ja caracteritzats i no se'ls va permetre maquillar-se ni comptar amb la presència dels seus agents ni mànagers durant el rodatge. El pressupost total de la producció va rondar els 200 milions de iens (prop de 1,2 milions d'Euro). La banda sonora va anar a càrrec del compositor i músic estatunidenc Jim O'Rourke.

## Recepció
La pel·lícula va obtenir un 93% d'aprovació a Rotten Tomatoes, basat en 14 crítiques i, a Metacritic, una mitjana de 67/100. L'obra va ser elegida per Jordan Hoffman a la llista del 2018 d'IndieWire de les millors pel·lícules japoneses del segle xxi.